# Pozirno
Pozirno este o localitate din comuna Škofja Loka, Slovenia, cu o populație de 27 de locuitori.